# Boris Allakhverdyan
Boris Allakhverdyan   (Bakú, 1984) és un clarinetista armenioestatunidenc. Actua com a clarinet principal a la Filharmònica de Los Angeles i treballa a les facultats de la UCLA Herb Alpert School of Music i de la Universitat Estatal de Califòrnia, Fullerton. El 2018, va rebre nomenaments de professors a Cal State Fullerton i a la UCLA Herb Alpert School of Music.